# Paraleptomysis dimorpha
Paraleptomysis dimorpha is een aasgarnalensoort uit de familie van de Mysidae. De wetenschappelijke naam van de soort is voor het eerst geldig gepubliceerd in 1986 door Wittmann.